# Copa América 1942
Copa América 1942 – siedemnaste mistrzostwa kontynentu południowoamerykańskiego, odbyły się w dniach 10 stycznia – 7 lutego 1942 roku po raz czwarty w Urugwaju. Reprezentacja Boliwii wycofała się, co spowodowało, że w turnieju po raz pierwszy grało siedem zespołów. Grano systemem każdy, z każdym, a o zwycięstwie w turnieju decydowała końcowa tabela.

## Uczestnicy

### Argentyna
| Zawodnik                   | Klub                        |
| -------------------------- | --------------------------- |
| Jorge Alberti              | CA Huracán                  |
| Héctor Blotto              | Estudiantes La Plata        |
| Gregorio Juan Esperón      | CA Platense                 |
| Juan Silvano Ferreyra      | Newell's Old Boys Rosario   |
| Enrique García             | Racing Club de Avellaneda   |
| Sebastián Inocencio Gualco | Ferro Carril Oeste          |
| Juan Carlos Heredia        | Rosario Central             |
| Angel Laferrara            | Estudiantes La Plata        |
| Herminio Masantonio        | CA Huracán                  |
| Oscar Montañés             | Gimnasia y Esgrima La Plata |
| José Manuel Moreno         | River Plate                 |
| Adolfo Alfredo Pedernera   | River Plate                 |
| Angel Perucca              | Newell's Old Boys Rosario   |
| José Ramos                 | River Plate                 |
| José Salomón               | Racing Club de Avellaneda   |
| Raimundo Sandoval          | CA Tigre                    |
| Mario Tossoni              | CA Tigre                    |
| Víctor Miguel Valussi      | Boca Juniors                |
| Eusebio Videla             | CA Tigre                    |
| Trener: Guillermo Stábile  |                             |

### Brazylia
| Zawodnik                        | Klub                    |
| ------------------------------- | ----------------------- |
| AFONSINHO – Afonso Guimarães    | Fluminense FC           |
| Pedro AMORIM                    | Fluminense FC           |
| ARGEMIRO Pinheiro da Silva      | CR Vasco da Gama        |
| Pelegrino Adelmo BEGLIOMINI     | Palestra Itália         |
| José Augusto BRANDÃO            | SC Corinthians Paulista |
| CAJÚ – Alfredo Gottardi         | Athletico Paranaense    |
| CLÁUDIO Critóvão Pinho          | Santos FC               |
| Domingos DA GUÍA                | CR Flamengo             |
| DINO II – Rodolpho da Silva     | SC Corinthians Paulista |
| JAIME DE ALMEIDA                | CR Flamengo             |
| JOÃNINO Bevilaqua               | Athletico Paranaense    |
| NORIVAL Pereira da Silva        | Fluminense FC           |
| OSVALDO Gerico                  | CR Vasco da Gama        |
| PATESKO – Rodolfo Barteczko     | Botafogo FR             |
| PAULO Florencio                 | Siderúrgica Sabará      |
| PIPÍ – Serafim Pinto Ribeiro    | Palestra Itália         |
| Sylvio PIRILLO                  | CR Flamengo             |
| RUSSO – Adolfo Milman           | Fluminense FC           |
| SERVÍLIO de Jesús               | SC Corinthians Paulista |
| TIM – Elba de Padua Lima        | Fluminense FC           |
| ZIZINHO – Tomás Soares da Silva | CR Flamengo             |
| Trener: Adhemar PIMENTA         |                         |

### Chile
| Zawodnik                   | Klub                      |
| -------------------------- | ------------------------- |
| Carlos Arancibia           | Green Cross Santiago      |
| Manuel Arancibia           | Green Cross Santiago      |
| Benito Armingol            | Unión Española            |
| Florencio Barrera          | Deportes Magallanes       |
| Roberto Cabrera            | Audax Italiano            |
| Guillermo Casanova         | Santiago Morning          |
| Armando Contreras          | CSD Colo-Colo             |
| Alfonso Domínguez          | CSD Colo-Colo             |
| Hernán Fernández           | Unión Española            |
| Mario Ibáñez               | Club Universidad de Chile |
| Francisco Las Heras        | Club Universidad de Chile |
| Sergio Roberto Livingstone | Club Universidad de Chile |
| Oscar Medina               | CSD Colo-Colo             |
| José Pastene               | CSD Colo-Colo             |
| Raúl Pérez                 | River Plate Valdivia      |
| Fernando Riera             | CD Universidad Católica   |
| Humberto Roa               | Audax Italiano            |
| Santiago Salfate           | CSD Colo-Colo             |
| Guillermo Torres           | Santiago Wanderers        |
| Trener: Francisco Platko   |                           |

### Ekwador
| Zawodnik            | Klub |
| ------------------- | ---- |
| Antonio Abril       | ?    |
| Pedro Acevedo       | ?    |
| Marino Alcívar      | ?    |
| Enrique Alvarez     | ?    |
| Guillermo Gavilánez | ?    |
| José Herrera        | ?    |
| Luis Hungría        | ?    |
| José María Jiménez  | ?    |
| Napoleón Medina     | ?    |
| Luis Mendoza        | ?    |
| José Mendoza        | ?    |
| José Merino         | ?    |
| Romualdo Ronquillo  | ?    |
| Manuel Sempértegui  | ?    |
| Celso Torres        | ?    |
| Humberto Vásquez    | ?    |
| Arturo Zambrano     | ?    |
| Félix Leyton Zurita | ?    |
| Trener: Juan Parodi |      |

### Paragwaj
| Zawodnik                | Klub          |
| ----------------------- | ------------- |
| Avelino Acosta          | ?             |
| Isidro Alonso           | ?             |
| Ruben Aveiro            | ?             |
| Marcial Barrios         | ?             |
| Fabio Baudo Franco      | Club Nacional |
| Julián Benegas          | ?             |
| Domingo Benítez         | ?             |
| Castor Cantero          | ?             |
| Martín Carballo         | ?             |
| Isidro Escobar          | ?             |
| Eulalio Granje          | ?             |
| José Ibáñez             | ?             |
| Gorgonio Ibarrola       | ?             |
| Tranquilino Mello       | ?             |
| Eduardo Mingo           | ?             |
| Miguel Ortega           | ?             |
| Dionisio Ríos           | ?             |
| Ignacio Romero          | ?             |
| Lorenzo Romero          | ?             |
| Vicente Sánchez         | ?             |
| Trener: Sabino Villalba |               |

### Peru
| Zawodnik                | Klub               |
| ----------------------- | ------------------ |
| Diego Agurto            | ?                  |
| Antonio Biffi           | Universitario Lima |
| Alberto Delgado         | ?                  |
| Teodoro Fernández       | Universitario Lima |
| Luis Guzmán             | ?                  |
| Teobaldo Guzmán         | ?                  |
| Juan Honores            | ?                  |
| Marcial Hurtado         | ?                  |
| Orestes Jordán          | Universitario Lima |
| Máximo Lobatón          | ?                  |
| Pedro Luna              | ?                  |
| Adolfo Magallanes       | Alianza Lima       |
| Pedro Magán             | ?                  |
| Roberto Morales         | ?                  |
| Tulio Obando            | Universitario Lima |
| Pablo Pasache           | ?                  |
| Enrique Perales         | Municipal Lima     |
| Carlos Portal           | ?                  |
| Leopoldo Quiñónez       | ?                  |
| Juan Quispe             | Alianza Lima       |
| Juan Soriano            | ?                  |
| Antonio Zegarra         | ?                  |
| Trener: Angel Fernández |                    |

### Urugwaj
| Zawodnik               | Klub                      |
| ---------------------- | ------------------------- |
| Antonio Alvarez        | Racing Montevideo         |
| Secundino Arrascaeta   | Rampla Juniors            |
| Blas Bas               | Racing Montevideo         |
| Joaquín Bermúdez       | CA Peñarol                |
| Enrique Castro         | Club Nacional de Football |
| Luis Ernesto Castro    | Club Nacional de Football |
| Aníbal Ciocca          | Club Nacional de Football |
| José María Correa      | Sud América Montevideo    |
| Oscar Chirimini        | River Plate Montevideo    |
| Eugenio Galvalisi      | Club Nacional de Football |
| Schubert Gambetta      | Club Nacional de Football |
| Sixto González         | Liverpool Montevideo      |
| Héctor Magliano        | Montevideo Wanderers      |
| Agenor Muñiz           | CA Peñarol                |
| Aníbal Luis Paz        | Club Nacional de Football |
| Flavio Pereyra Nattero | Sud América Montevideo    |
| Luis Alberto Pérez Luz | Club Nacional de Football |
| Roberto Porta          | Club Nacional de Football |
| Raúl Rodríguez         | CA Peñarol                |
| Héctor Romero          | Club Nacional de Football |
| Obdulio Jacinto Varela | Montevideo Wanderers      |
| Severino Varela        | CA Peñarol                |
| Bibiano Zapirain       | Club Nacional de Football |
| Trener: José Pedro Cea |                           |

## Mecze

### Urugwaj–Chile
| URUGWAJ – CHILE 6:1 (4:1) |
| --- |
| 10 stycznia 1942, Montevideo, Estadio Centenario (widzów 40 000)                                                                                     |
| Sędzia: José Bartolomé Macías |
| URUGWAJ: Paz – Bermúdez, Muńiz – Rodríguez, O.Varela (81 González), Gambetta – L.E.Castro, S.Varela (76 Chirimini), Ciocca, Porta, Zapirain          |
| CHILE: Ibáńez (Fernández) – Salfate, Roa (C.Arancibia) – Las Heras, Pastene, Medina – Armingol, Casanova (M.Arancibia), Domínguez, Contreras, Torres |
| Bramki: 0:1 Contreras 1, 1:1 L.E.Castro 7, 2:1 O.Varela 12, 3:1 Ciocca 15, 4:1 Zapirain 37, 5:1 Porta 54, 6:1 L.E.Castro 76                          |

### Argentyna–Paragwaj
| ARGENTYNA – PARAGWAJ 4:3 (2:0) |
| --- |
| 10 stycznia 1942, Montevideo, Estadio Centenario (widzów 20 000)                                                                          |
| Sędzia: José Ferreira Lemos |
| ARGENTYNA: Gualco – Salomón, Alberti – Blotto, Perucca, Ramos – Tossoni, Sandoval, Masantonio, Moreno, García                             |
| PARAGWAJ: Alonso – Benítez, Acosta – Escobar (Benegas), Ortega (Cantero), Granje – Barrios, Aveiro, Sánchez, Mingo (Baudo Franco), Ibáńez |
| Bramki: 1:0 Sandoval 9, 2:0 Masantonio 30, 3:0 Masantonio 47, 3:1 Sánchez 59, 3:2 Aveiro 75, 3:3 Aveiro 86, 4:3 Perucca 88                |

### Brazylia–Chile
| BRAZYLIA – CHILE 6:1 (2:1) |
| --- |
| 14 stycznia 1942, Montevideo, Estadio Centenario (widzów 10 000)                                                                    |
| Sędzia: Aníbal Tejada |
| BRAZYLIA: Cajú – Norival, Osvaldo – Afonsinho, Brandăo, Dino II – Cláudio (Amorim), Servílio (Zizinho), Pirilo, Tim, Patesko (Pipí) |
| CHILE: Fernández – Salfate, Roa – Las Heras, Pastene, Medina – Armingol, Casanova, Domínguez (Barrera), Contreras, Torres (Pérez)   |
| Bramki: 1:0 Patesko 1, 2:0 Pirilo 23, 2:1 Domínguez 35, 3:1 Pirilo 63, 4:1 Cláudio 66, 5:1 Patesko 78, 6:1 Pirilo 86                |
| Uwaga: Z boiska wyrzucony został chilijski piłkarz Las Heras                                                                        |

### Argentyna–Brazylia
| ARGENTYNA – BRAZYLIA 2:1 (2:1) |
| --- |
| 17 stycznia 1942, Montevideo, Estadio Centenario (widzów 30 000)                                                                                       |
| Sędzia: Enrique Cuenca |
| ARGENTYNA: Gualco – Salomón (70 Montańés), Alberti – Esperón, Videla (46 Perucca), Ramos – Tossoni (65 Heredia), Pedernera, Masantonio, Moreno, García |
| BRAZYLIA: Cajú – Domingos da Guía, Osvaldo – Afonsinho, Brandăo, Dino II – Cláudio (Amorim), Servílio (Zizinho), Pirilo, Tim, Patesko (Pipí)           |
| Bramki: 1:0 E.García 3, 2:0 Masantonio 27, 2:1 Servílio 37                                                                                             |

### Urugwaj–Ekwador
| URUGWAJ – EKWADOR 7:0 (7:0) |
| --- |
| 18 stycznia 1942, Montevideo, Estadio Centenario (widzów 45 000)                                                                                          |
| Sędzia: Marcos Gerinaldo Rojas |
| URUGWAJ: Paz – Bermúdez, Muńiz – Rodríguez, O.Varela (65 González), Gambetta – L.E.Castro (46 E.Castro), S.Varela (80 Chirimini), Ciocca, Porta, Zapirain |
| EKWADOR: Medina (Vásquez) – Ronquillo, Hungría – Merino (Sempértegui), Zambrano, L.Mendoza – Alvarez, Jiménez, Herrera, Alcívar, Acevedo                  |
| Bramki: 1:0 Zapirain 1, 2:0 Gambetta 13, 3:0 S.Varela 16, 4:0 Porta 23, 5:0 S.Varela 24, 6:0 S.Varela 29, 7:0 Porta 42                                    |

### Paragwaj–Peru
| PARAGWAJ – PERU 1:1 (1:1) |
| --- |
| 18 stycznia 1942, Montevideo, Estadio Centenario (widzów 45 000)                                                                            |
| Sędzia: José Bartolomé Macías |
| PARAGWAJ: Ríos – Benítez, Acosta – Benegas, Ortega, Escobar – Barrios, Aveiro, Sánchez, Cantero (Mingo), Ibarrola                           |
| PERU: Honores – Quispe, Perales – T.Guzmán, Pasache, Lobatón (Jordán) – Quińónez, Magallanes, Fernández, L.Guzmán (Morales), Magán (Agurto) |
| Bramki: 0:1 Magallanes 1, 1:1 Barrios 35 |

### Brazylia–Peru
| BRAZYLIA – PERU 2:1 (1:0) |
| --- |
| 21 stycznia 1942, Montevideo, Estadio Centenario (widzów 10 000)                                                                           |
| Sędzia: Marcos Gerinaldo Rojas |
| BRAZYLIA: Cajú – Domingos da Guía, Osvaldo – Afonsinho, Brandăo, Argemiro – Amorim, Russo (Pirilo), Zizinho, Tim, Pipí                     |
| PERU: Honores – Quispe, Perales – T.Guzmán, Pasache, Jordán (Portal) – Quińónez, Delgado (L.Guzmán), Fernández, Magallanes, Magán (Agurto) |
| Bramki: 1:0 Amorim 43, 2:0 Amorim 56, 2:1 Fernández 73                                                                                     |

### Paragwaj–Chile
| PARAGWAJ – CHILE 2:0 (1:0) |
| --- |
| 22 stycznia 1942, Montevideo, Estadio Centenario (widzów 25 000)                                                                       |
| Sędzia: José Ferreira Lemos |
| PARAGWAJ: Ríos – Benítez, Acosta – Granje, Ortega, Escobar – Barrios, I.Romero, Baudo Franco, L.Romero (Mingo), Ibarrola               |
| CHILE: Livingstone – Salfate, Roa – Cabrera, Pastene, Medina – Armingol, Domínguez, Barrera, Contreras (M.Arancibia (Casanova)), Riera |
| Bramki: 1:0 Barrios, 2:0 Baudo Franco                                                                                                  |

### Argentyna–Ekwador
| ARGENTYNA – EKWADOR 12:0 (6:0) |
| --- |
| 22 stycznia 1942, Montevideo, Estadio Centenario (widzów 25 000) |
| Sędzia: Manuel Soto |
| ARGENTYNA: Gualco – Salomón, Valussi – Esperón, Perucca, Ramos – Heredia, Pedernera, Masantonio, Moreno, García                                                                                                  |
| EKWADOR: Medina – Ronquillo, Zurita – Sempértegui, Zambrano (Torres), L.Mendoza – Alvarez, Jiménez, Gavilánez (Herrera), Alcívar, Acevedo                                                                        |
| Bramki: 1:0 García 2, 2:0 Moreno 12, 3:0 Moreno 16, 4:0 Moreno 22, 5:0 Pedernera 25, 6:0 Moreno 32, 7:0 Masantonio 54, 8:0 Masantonio 65, 9:0 Masantonio 68, 10:0 Masantonio 70, 11:0 Perucca 88, 12:0 Moreno 89 |

### Urugwaj–Brazylia
| URUGWAJ – BRAZYLIA 1:0 (1:0) |
| --- |
| 24 stycznia 1942, Montevideo, Estadio Centenario (widzów 55 000)                                                                |
| Sędzia: Marcos Gerinaldo Rojas                                                                                                  |
| URUGWAJ: Paz – Romero, Muńiz – Rodríguez, O.Varela, Gambetta – L.E.Castro, S.Varela, Ciocca, Porta, Zapirain                    |
| BRAZYLIA: Cajú – Domingos da Guía, Osvaldo – Afonsinho, Brandăo, Dino II (44 Argemiro) – Amorim, Servílio, Pirilo, Tim, Patesko |
| Bramki: 1:0 S.Varela 32 |

### Paragwaj–Ekwador
| PARAGWAJ – EKWADOR 3:1 (1:0) |
| --- |
| 25 stycznia 1942, Montevideo, Estadio Centenario (widzów 12 000)                                                                   |
| Sędzia: Manuel Soto |
| PARAGWAJ: Ríos – Benítez (Carballo), Acosta – Granje, Ortega, Escobar – Barrios, I.Romero, Baudo Franco (Mingo), Sánchez, Ibarrola |
| EKWADOR: Medina – Ronquillo, Hungría (Zurita) – Torres, Zambrano, L.Mendoza – Alvarez, Jiménez, Abril (Herrera), Alcívar, Acevedo  |
| Bramki: 1:0 Baudo Franco 5, 1:1 Jiménez 46, 2:1 Mingo 57, 3:1 Ibarrola 62                                                          |

### Argentyna–Peru
| ARGENTYNA – PERU 3:1 (1:1) |
| --- |
| 25 stycznia 1942, Montevideo, Estadio Centenario (widzów 12 000)                                                                                          |
| Sędzia: Aníbal Tejada |
| ARGENTYNA: Gualco – Salomón (80 Montańés), Alberti – Esperón, Perucca, Ramos – Heredia (75 Tossoni), Pedernera, Masantonio (65 Laferrara), Moreno, García |
| PERU: Soriano – Quispe, Luna – T.Guzmán, Biffi, Lobatón (Portal) – Quińónez, Magallanes, Fernández, L.Guzmán (Zegarra), Magán (Hurtado)                   |
| Bramki: 1:0 Heredia 12, 1:1 Fernández 17, 2:1 Moreno 65, 3:1 Moreno 72                                                                                    |

### Peru–Ekwador
| PERU – EKWADOR 2:1 (1:0) |
| --- |
| 28 stycznia 1942, Montevideo, Estadio Centenario (widzów 40 000)                                                                   |
| Sędzia: Aníbal Tejada |
| PERU: Honores – Obando, Perales – Lobatón, Pasache, Portal – Quińónez, Magallanes (Morales), Fernández, L.Guzmán, Hurtado          |
| EKWADOR: Medina – Zurita, Hungría – Torres, Zambrano, L.Mendoza (Merino) – Alvarez, Jiménez, Gavilánez (Herrera), Alcívar, Acevedo |
| Bramki: 1:0 Quińónez 32, 1:1 Jiménez 52, 2:1 L.Guzmán 78                                                                           |

### Urugwaj–Paragwaj
| URUGWAJ – PARAGWAJ 3:1 (2:0) |
| --- |
| 28 stycznia 1942, Montevideo, Estadio Centenario (widzów 40 000)                                                                |
| Sędzia: Enrique Cuenca |
| URUGWAJ: Paz – Bermúdez, Muńiz – Rodríguez, O.Varela, Gambetta – L.E.Castro, S.Varela, Ciocca, Porta, Zapirain                  |
| PARAGWAJ: Ríos – Benítez, Acosta (Carballo) – Benegas, Ortega, Escobar – Barrios, I.Romero, Mello, Sánchez (Villalba), Ibarrola |
| Bramki: 1:0 S.Varela 9, 2:0 Porta 26, 2:1 Barrios 58, 3:1 Ciocca 65                                                             |

### Argentyna–Chile
| ARGENTYNA – CHILE 0:0 |
| --- |
| 31 stycznia 1942, Montevideo, Estadio Centenario (widzów 15 000) |
| Sędzia: Enrique Cuenca |
| ARGENTYNA: Gualco – Salomón, Alberti – Esperón, Videla, Ramos – Heredia, Pedernera, Laferrara, Moreno, García                                                                                            |
| CHILE: Livingstone – Salfate, Roa – Cabrera, Pastene, Medina – Armingol (Torres), Domínguez, Barrera, Contreras (M.Arancibia), Riera                                                                     |
| Uwaga: Drużyna Chile, niezadowolona z decyzji sędziego, opuściła boisko w 43 minucie. Mecz zweryfikowano na walkower dla Argentyny – Argentyna otrzymała 2 punkty, choć wyniku bramkowego nie zmieniono. |

### Brazylia–Ekwador
| BRAZYLIA – EKWADOR 5:1 (3:1) |
| --- |
| 31 stycznia 1942, Montevideo, Estadio Centenario (widzów 40 000)                                                                             |
| Sędzia: José Bartolomé Macías |
| BRAZYLIA: Cajú – Norival, Begliomini – Afonsinho, Jaime de Almeida, Argemiro – Cláudio (Joănino), Zizinho, Pirilo, Tim, Pipí (Paulo)         |
| EKWADOR: Medina – Zurita, Hungría – Torres, Zambrano, Sempértegui (L.Mendoza) – Alvarez, Jiménez, Herrera (Merino (Abril)), Alcívar, Acevedo |
| Bramki: 1:0 Tim 10, 2:0 Pirilo 12, 2:1 Alvarez 19 k, 3:1 Pirilo 29, 4:1 Zizinho 60, 5:1 Pirilo 76                                            |

### Urugwaj–Peru
| URUGWAJ – PERU 3:0 (0:0) |
| --- |
| 1 lutego 1942, Montevideo, Estadio Centenario (widzów 40 000)                                                                                 |
| Sędzia: José Bartolomé Macías |
| URUGWAJ: Paz – Romero, Muńiz – Rodríguez, O.Varela (75 Galvalisi), Gambetta – L.E.Castro, S.Varela (20 Chirimini), Ciocca, Porta, Zapirain    |
| PERU: Honores – Quispe, Perales – T.Guzmán, Pasache, Lobatón – Quińónez, Morales, Fernández (Magallanes), L.Guzmán (Zegarra), Hurtado (Magán) |
| Bramki: 1:0 Chirimini 47, 2:0 L.E.Castro 54, 3:0 Porta 77                                                                                     |

### Chile–Ekwador
| CHILE – EKWADOR 2:1 (2:1) |
| --- |
| 5 lutego 1942, Montevideo, Estadio Centenario (widzów 15 000)                                                                           |
| Sędzia: Marcos Gerinaldo Rojas |
| CHILE: Livingstone – Salfate, Roa – Cabrera, Pastene, Medina – Armingol, Domínguez, Barrera (Casanova), Contreras, Riera (Torres)       |
| EKWADOR: Medina – Ronquillo (Zurita), Hungría – Torres, Zambrano, L.Mendoza – Alvarez, Jiménez (Alcívar), J.Mendoza, Gavilánez, Acevedo |
| Bramki: 0:1 Alcívar 5, 1:1 Domínguez 20, 2:1 Armingol 42                                                                                |

### Brazylia–Paragwaj
| BRAZYLIA – PARAGWAJ 1:1 (1:1) |
| --- |
| 5 lutego 1942, Montevideo, Estadio Centenario (widzów 15 000) |
| Sędzia: José Bartolomé Macías |
| BRAZYLIA: Cajú – Domingos da Guía, Osvaldo – Afonsinho (10 Jaime de Almeida), Brandăo, Dino II (46 Argemiro) – Amorim, Zizinho, Paulo (84 Servílio), Tim, Patesko |
| PARAGWAJ: Ríos (Alonso) – Benítez, Acosta – Benegas, Ortega, Escobar – Barrios, Cantero (Sánchez), Baudo Franco, Mingo, Villalba                                  |
| Bramki: 1:0 Zizinho 5, 1:1 Baudo Franco 23 |

### Peru–Chile
| PERU – CHILE 0:0 |
| --- |
| 7 lutego 1942, Montevideo, Estadio Centenario (widzów 70 000)                                                           |
| Sędzia: José Bartolomé Macías                                                                                           |
| PERU: Honores – Quispe, Perales – T.Guzmán, Pasache (Biffi), Lobatón – Quińónez, Magallanes, Fernández, L.Guzmán, Magán |
| CHILE: Livingstone – Salfate, Roa – Cabrera, Pastene, Medina – Armingol, Domínguez, Casanova, Contreras, Riera          |

### Urugwaj–Argentyna
| URUGWAJ – ARGENTYNA 1:0 (0:0) |
| --- |
| 7 lutego 1942, Montevideo, Estadio Centenario (widzów 70 000)                                                                                             |
| Sędzia: Marcos Gerinaldo Rojas |
| URUGWAJ: Paz – Romero, Muńiz – Rodríguez, O.Varela, Gambetta – L.E.Castro, S.Varela (21 Chirimini, 84 Correa), Ciocca, Porta, Zapirain                    |
| ARGENTYNA: Gualco – Salomón, Valussi (31 Montańés) – Esperón, Perucca, Ramos – Heredia (72 Pedernera), Sandoval, Masantonio, Moreno, García (65 Ferreyra) |
| Bramki: 1:0 Zapirain 57 |

## Podsumowanie

### Wyniki
Wszystkie mecze rozgrywano w Montevideo na stadionie Centenario
| Urugwaj   | 6 – 1 (4-1)  | Chile     |
| Argentyna | 4 – 3 (2-0)  | Paragwaj  |
| Brazylia  | 6 – 1 (2-1)  | Chile     |
| Argentyna | 2 – 1 (2-1)  | Brazylia  |
| Urugwaj   | 7 – 0 (7-0)  | Ekwador   |
| Paragwaj  | 1 – 1 (1-1)  | Peru      |
| Brazylia  | 2 – 1 (1-0)  | Peru      |
| Paragwaj  | 2 – 0 (1-0)  | Chile     |
| Argentyna | 12 – 0 (6-0) | Ekwador   |
| Urugwaj   | 1 – 0 (1-0)  | Brazylia  |
| Paragwaj  | 3 – 1 (1-0)  | Ekwador   |
| Argentyna | 3 – 1 (1-1)  | Peru      |
| Peru      | 2 – 1 (1-0)  | Ekwador   |
| Urugwaj   | 3 – 1 (2-0)  | Paragwaj  |
| Argentyna | 0 – 0        | Chile     |
| Brazylia  | 5 – 1 (3-1)  | Ekwador   |
| Urugwaj   | 3 – 0 (0-0)  | Peru      |
| Chile     | 2 – 1 (2-1)  | Ekwador   |
| Brazylia  | 1 – 1 (1-1)  | Paragwaj  |
| Peru      | 0-0          | Chile     |
| Urugwaj   | 1 – 0 (1-0)  | Argentyna |

Mecz Argentyna – Chile został przerwany w 43 minucie, gdy reprezentacja Chile opuściła plac gry z powodu skandalicznego, ich zdaniem, sędziowania peruwiańskiego arbitra. Wynik zweryfikowano jako zwycięstwo Argentyny.

### Końcowa tabela
| Poz | Klub      | Mecze | Zw | Rem | Por | Pkt | BrZd | BrStr |
| --- | --------- | ----- | -- | --- | --- | --- | ---- | ----- |
| 1   | URUGWAJ   | 6     | 6  | 0   | 0   | 12  | 21   | 2     |
| 2   | ARGENTYNA | 6     | 5  | 0   | 1   | 10  | 21   | 6     |
| 3   | BRAZYLIA  | 6     | 3  | 1   | 2   | 7   | 15   | 7     |
| 4   | PARAGWAJ  | 6     | 2  | 2   | 2   | 6   | 11   | 10    |
| 5   | PERU      | 6     | 1  | 2   | 3   | 4   | 5    | 10    |
| 6   | CHILE     | 6     | 1  | 1   | 4   | 3   | 4    | 15    |
| 7   | EKWADOR   | 6     | 0  | 0   | 6   | 0   | 4    | 31    |

Siedemnastym triumfatorem turnieju Copa América został po raz ósmy zespół Urugwaju.

### Strzelcy bramek
| Gole | Piłkarze |
| ---- | --- |
| 7    | Masantonio, Moreno |
| 6    | Pirilo |
| 5    | Porta, S.Varela |
| 3    | Barrios, Baudo Franco L.E.Castro, Zapirain |
| 2    | E.García, Perucca Amorim, Patesko, Zizinho Domínguez Jiménez Aveiro Fernández Ciocca                                                                                           |
| 1    | Heredia, Pedernera, Sandoval Cláudio, Servílio, Tim Armingol, Contreras Alcívar, Alvarez Ibarrola, Mingo, Sánchez L.Guzmán, Magallanes, Quińónez Chirimini, Gambetta, O.Varela |

### Sędziowie
| Mecze | Sędziowie                       |
| ----- | ------------------------------- |
| 6     | José Bartolomé Macías           |
| 5     | Marcos Gerinaldo Rojas          |
| 3     | Enrique Cuenca Aníbal Tejada    |
| 2     | José Ferreira Lemos Manuel Soto |